# Thatcher Demko
Thatcher Demko (San Diego, California, 8 de diciembre de 1995), apodado Demmer, es un jugador profesional estadounidense de hockey sobre hielo que se desempeña en la posición de guardameta en Vancouver Canucks, equipo de la National Hockey League (NHL).

## Carrera
Fue seleccionado en la segunda ronda en la NHL Entry Draft de 2014. En 2017 hizo su debut profesional con el equipo Vancouver Canucks, donde lleva jugando siete temporadas.